# Vespas (revista)
Vespas Revista Mensal, Crítica e Humorística editada em três números, teve como editor  Ernesto Chardron (o mesmo de Eça de Queiroz) e como autor e alma da revista Eduardo de Barros Lobo (conhecido pelo pseudónimo de Beldemónio. Este último, através da crítica humorística, procura  fazer chegar aos leitores informação de caráter geral e relativa à cidade do Porto.